# Отоку
Отоку (яп. 応徳 о:току, отоку) — девиз правления (нэнго) японского императора Сиракава, использовавшийся с 1084 по 1087 год .

## Продолжительность
Начало и конец эры:
- 7-й день 2-й луны 4-го года Эйхо (по юлианскому календарю — 15 марта 1084); причиной объявления нового девиза правления стало начало нового 60-летнего цикла китайского календаря;
- 7-й день 4-й луны 4-го года Отоку (по юлианскому календарю — 11 мая 1087).

## Происхождение
Название нэнго было заимствовано из классического древнекитайского сочинения «Бай ху тун» (кит. трад. 白虎通, пиньинь Báihǔ tōng, буквально: «Диспут в Зале Белого тигра»):「天下太平、符瑞所以来至者、以為王者承天順理、調和陰陽、和万物序、休気充塞、故符瑞並臻、皆応徳而至」.

## События
- 1084 год (9-я луна 1-го года Отоку) — скончалась императрица Кэнси. Убитый горем, Сиракава на некоторое время доверил управление государством своим министрам[6];
- 1087 год (9-я луна 3-го года Отоку) — император Сиракава объявил о своём намерении отречься от престола в пользу своего сына[6];
- 3 января 1087 года (26-й день 11-й луны 3-го года Отоку) — Сиракава официально отрёкся от престола[7], приняв титул дайдзё тэнно[6]. Сиракава, занимавший престол в течение 14 лет, ещё следующие 43 года будет обладать достаточно широкими властными полномочиями (см. система инсэй).

В течение годов Отоку продолжалась война Госаннэн — столкновение между восставшими самураями провинций Муцу (провинция) и Дэва и силами правительства.

## Сравнительная таблица
Ниже представлена таблица соответствия японского традиционного и европейского летосчисления. В скобках к номеру года японской эры указано название соответствующего года из 60-летнего цикла китайской системы гань-чжи. Японские месяцы традиционно названы лунами.
| 1-й год Отоку (Деревянная Крыса) | 1-я луна*      | 2-я луна   | 3-я луна               | 4-я луна* | 5-я луна  | 6-я луна* | 7-я луна  | 8-я луна   | 9-я луна*   | 10-я луна  | 11-я луна* | 12-я луна  |               |
| -------------------------------- | -------------- | ---------- | ---------------------- | --------- | --------- | --------- | --------- | ---------- | ----------- | ---------- | ---------- | ---------- | ------------- |
| Юлианский календарь              | 9 февраля 1084 | 9 марта    | 8 апреля               | 8 мая     | 6 июня    | 6 июля    | 4 августа | 3 сентября | 3 октября   | 1 ноября   | 1 декабря  | 30 декабря |               |
| 2-й год Отоку (Деревянный Бык)   | 1-я луна*      | 2-я луна*  | 3-я луна               | 4-я луна* | 5-я луна  | 6-я луна  | 7-я луна* | 8-я луна   | 9-я луна    | 10-я луна* | 11-я луна  | 12-я луна* |               |
| Юлианский календарь              | 29 января 1085 | 27 февраля | 28 марта               | 27 апреля | 26 мая    | 25 июня   | 25 июля   | 23 августа | 22 сентября | 22 октября | 20 ноября  | 20 декабря |               |
| 3-й год Отоку (Огненный Тигр)    | 1-я луна       | 2-я луна*  | 2-я луна* (високосная) | 3-я луна  | 4-я луна* | 5-я луна  | 6-я луна* | 7-я луна   | 8-я луна    | 9-я луна*  | 10-я луна  | 11-я луна  | 12-я луна*    |
| Юлианский календарь              | 18 января 1086 | 17 февраля | 18 марта               | 16 апреля | 16 мая    | 14 июня   | 14 июля   | 12 августа | 11 сентября | 11 октября | 9 ноября   | 9 декабря  | 8 января 1087 |
| 4-й год Отоку (Огненный Кролик)  | 1-я луна       | 2-я луна*  | 3-я луна*              | 4-я луна  | 5-я луна* | 6-я луна* | 7-я луна  | 8-я луна   | 9-я луна*   | 10-я луна  | 11-я луна  | 12-я луна  |               |
| Юлианский календарь              | 6 февраля 1087 | 8 марта    | 6 апреля               | 5 мая     | 4 июня    | 3 июля    | 1 августа | 31 августа | 30 сентября | 29 октября | 28 ноября  | 28 декабря |               |

* звёздочкой отмечены короткие месяцы (луны) продолжительностью 29 дней. Остальные месяцы длятся 30 дней.